# La Guerre sans nom
Pour plus de détails, voir Fiche technique et Distribution.
La Guerre sans nom est un documentaire français, réalisé par Bertrand Tavernier et sorti en 1992. Il a pour sujet la guerre d'Algérie.

## Synopsis
Modèle:D'anciens appelés lors la guerre d'Algérie témoignent de l'indicible de la guerre, et des exactions dont ils ont endossé la responsabilité au nom de la France, devant la caméra de Bertrand Tavernier

## Fiche technique
- Réalisation : Bertrand Tavernier
- Scénario : Patrick Rotman et Bertrand Tavernier
- Photographie : Alain Choquart
- Montage : Luce Grunenwaldt
- Narration : Bertrand Tavernier
- Interviewer : Patrick Rotman
- Sociétés de production : GMT Productions, Little Bear, Studio Canal
- Pays d’origine :  France
- Date de sortie : 19 février 1992